# Slowenisches Nationalmuseum

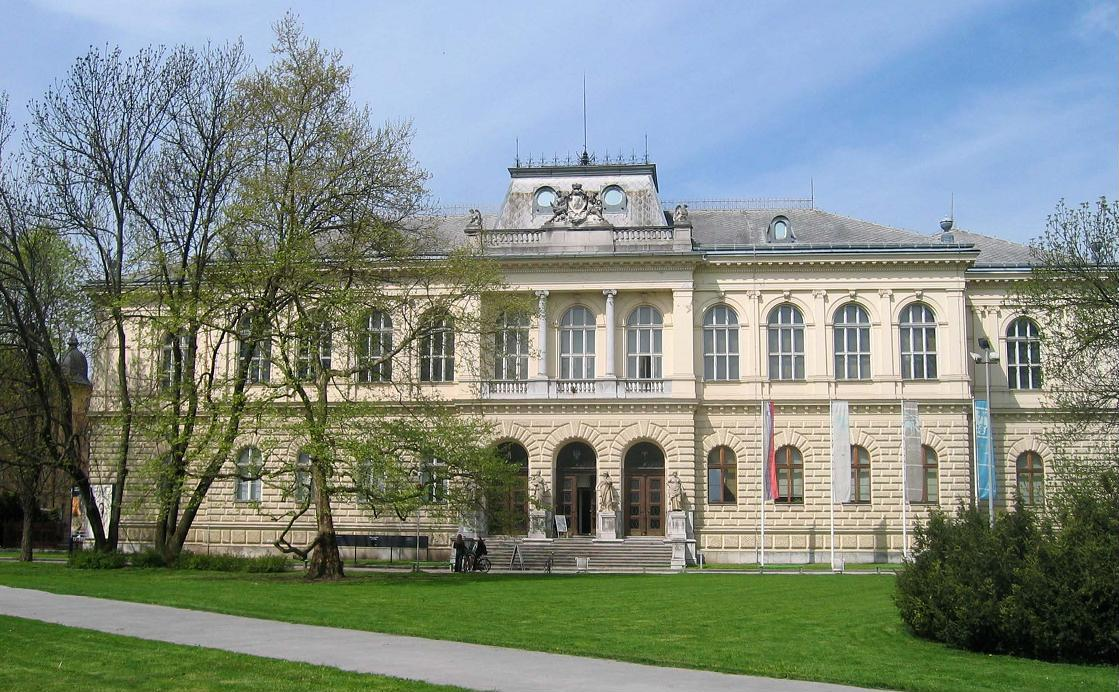
Gebäude des Slowenischen Nationalmuseums in Ljubljana

Das Slowenische Nationalmuseum (slowenisch Narodni muzej Slovenije, NMS), gegründet 1821, befindet sich im Stadtzentrum von Ljubljana, der Hauptstadt Sloweniens, am Platz der Nationalhelden in der Nähe des Tivoli-Parks. Zusammen mit dem Slowenischen Museum für Naturgeschichte, das sich im selben Gebäude befindet, ist das Slowenische Nationalmuseum eine der ältesten Kulturinstitutionen des Landes. Das Museum verfügt über eine umfangreiche Sammlung archäologischer Artefakte, alter Münzen und Banknoten (in der numismatischen Abteilung im Erdgeschoss) und Ausstellungen zur angewandten Kunst.
Das NMS hat zusätzlich zum Hauptgebäude in Ljubljana Außenstellen im Laibacher Museumsquartier Metelkova, in Schloss Schneeberg (Grad Snežnik), in der Burg von Bled und im Archäologischen Park Ad Pirum.

## Geschichte
Die Einrichtung wurde aufgrund eines Erlasses des österreichischen Kaisers Franz I. als Krainer Landesmuseum gegründet und fand zunächst seine Räumlichkeiten im Lyzeum von Ljubljana am Vodnik-Platz. 1831 (10 Jahre nach seiner Gründung) eröffnete das Museum seine erste Dauerausstellung. 1882 ließ Kaiser Franz-Joseph I. den Namen „Rudolfinum“ (zu Ehren des damaligen österreichischen Thronfolgers) in den Namen der Institution aufnehmen. 1921 wurde die Einrichtung in Nationalmuseum umbenannt. 1933 übergab das Museum einen großen Teil seiner Gemälde- und Skulpturensammlung an die Slowenische Nationalgalerie. 1991 wurde der Innenhof des Museums überdacht und bot so Platz für verschiedene Veranstaltungen und gelegentliche Zusatzausstellungen. 1997 wurde die Institution in Slowenisches Nationalmuseum umbenannt. 2006 wurde das Lapidarium in einem neuen Anbau im Außenhof eröffnet.

## Das Museumsgebäude von 1885 in Ljubljana
Das Hauptgebäude des Nationalmuseums befindet sich in der Nähe des slowenischen Parlamentsgebäudes und des slowenischen Außenministeriums, während das Opernhaus von Ljubljana direkt gegenüber auf demselben Platz steht. Es wurde zwischen 1883 und 1885 vom Baumeister Wilhelm Treo in Zusammenarbeit mit Jan Vladimír Hráský im Stil der Neorenaissance erbaut. Treo folgte größtenteils den Plänen des Wiener Architekten Wilhelm Rezori.

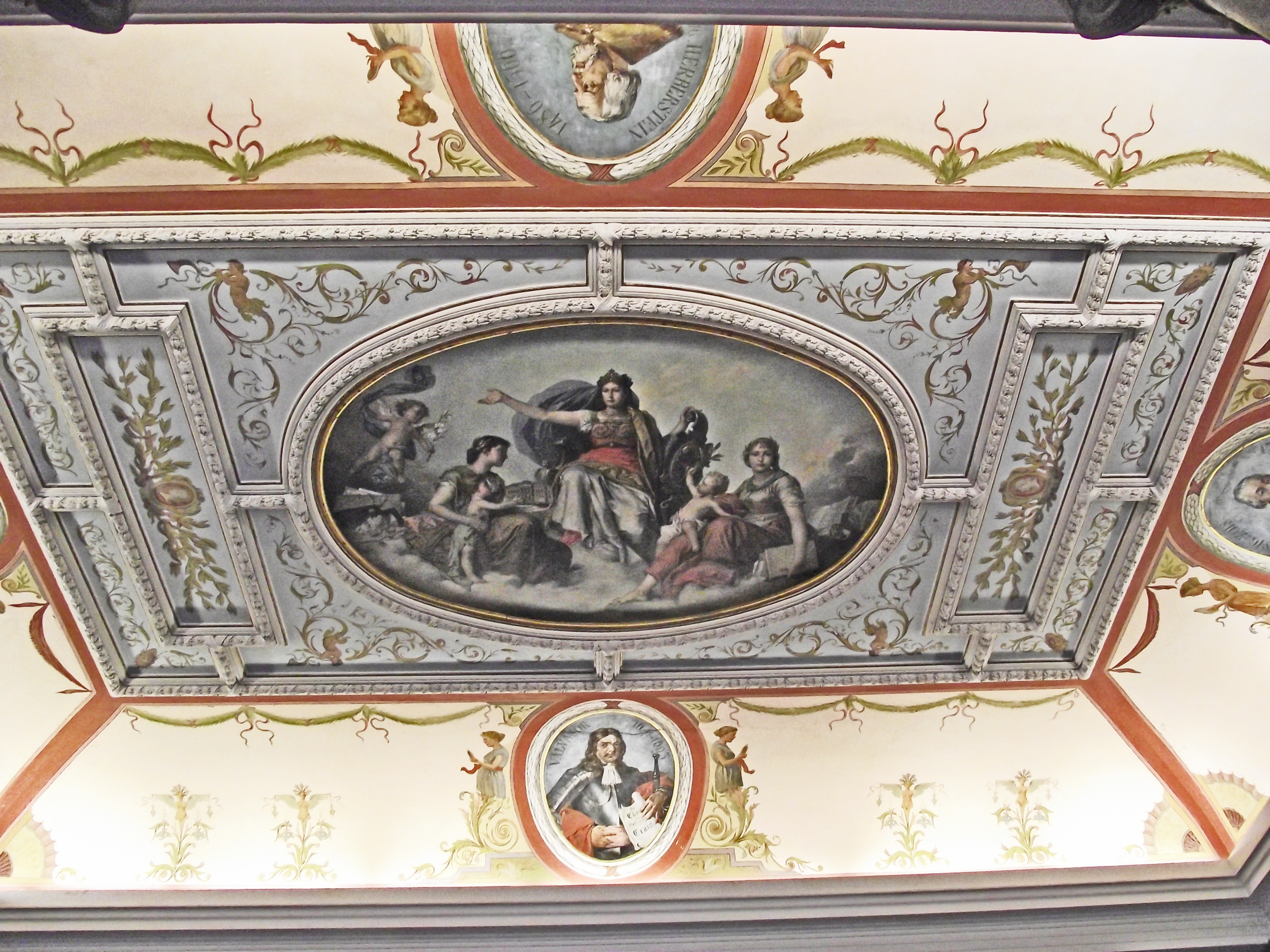
Deckengemälde im Slowenischen Nationalmuseum

Der Innenraum wurde von Hráský entworfen, wobei die Decke des Hauptsaals mit Medaillons der Maler Janez und Jurij Šubic ais dem Jahr 1885 geschmückt ist. Janez Šubic zeichnete das wichtigste allegorische Gemälde von Krain als Beschützer der Künste und Wissenschaften, während Jurij Šubic vier Porträts berühmter Krainer zeichnete: Johann Weikhard von Valvasor, Valentin Vodnik, Sigmund Herberstein und Sigmund Zois. Das Gemälde von Janez wurde mit Öl auf Holz gemalt, während die Porträts mit Öl auf frischem Gips gemalt wurden. Die Maler folgten den Vorschlägen ihres Lehrers Janez Wolf. Der Raum zwischen den Medaillons wurde von Karel Lipovšek dekoriert. Am 2. Dezember 1888 wurde das Gebäude als erstes auf dem Gebiet der heutigen Republik Slowenien für ein Museum erstelltes Bauwerk eröffnet. Vor dem Museum wurde 1903 ein Bronzedenkmal für den Krainer Universalgelehrten Johann Weichard von Valvasor aufgestellt, das vom Bildhauer Alojz Gangl entworfen wurde.

### Das Lapidarium in Ljubljana
Das erste Lapidarium in Ljubljana wurde 1821 von Franz von Hohenwart gegründet. In den Räumlichkeiten des Lyzeumgebäudes richtete er die erste Sammlung von Steindenkmälern ein, daher gilt er als Urheber und Gründer des ersten Lapidariums in Ljubljana. Bei der Erweiterung des Museumsneubaus in der Zeit des Museumsdirektors Karl Deschmann fanden auch römische Steindenkmäler ihren Platz in den Erdgeschoss- und Kellerräumen, die aus Platzgründen wahllos in die Wände des Erdgeschossflurs eingebaut wurden. 1995 begann man mit der Einrichtung des Lapidariums im Erdgeschoss des Museums und des überdachten Lapidariums im Garten des Museums. Die Sammlung umfasst 200 Steinmonumente mit römisch-lateinischen Inschriften, hauptsächlich aus Emona, Ig und Umgebung.

## Dauerausstellungen
- Exceptional Objects of World Importance tell the Stories of the Past on Slovenian Territory (Hauptgebäude)
- Egyptian Collection at the National Museum of Slovenia (Hauptgebäude)
- Roman Lapidarium of the National Museum of Slovenia (Lapidarium)
- The History and Arts Collections (Metelkova)
- Snežnik Castle Museum (Schloss Schneeberg)
- Bled Castle Museum (Burg von Bled)
- The Late Antiquity Ad Pirum Fort (Ad Pirum)